# Hydrochus
Hydrochus là một chi bọ cánh cứng trong họ Hydrochidae.

## Các loài
- Hydrochus bakkeri
- Hydrochus brevitarsis
- Hydrochus brianbrowni
- Hydrochus callosus
- Hydrochus currani
- Hydrochus daviniaae
- Hydrochus debilis
- Hydrochus equicarinatus
- Hydrochus excavatus
- Hydrochus foveatus
- Hydrochus granulatus
- Hydrochus hanoewanti
- Hydrochus jaechi
- Hydrochus jiawanae
- Hydrochus minimus
- Hydrochus monishi
- Hydrochus neosquamifer
- Hydrochus obscurus
- Hydrochus pajnii
- Hydrochus pallipes
- Hydrochus pseudosquamifer
- Hydrochus roomylae
- Hydrochus rufipes
- Hydrochus rugosus
- Hydrochus scabratus
- Hydrochus schereri
- Hydrochus setosus
- Hydrochus simplex
- Hydrochus soesae
- Hydrochus spangleri
- Hydrochus squamifer
- Hydrochus subcupreus
- Hydrochus tarsalis
- Hydrochus vagus
- Hydrochus variolatus
- Hydrochus yadavi